# Parigi-Troyes 2008
La Parigi-Troyes 2008, cinquantesima edizione della corsa e valida come evento dell'UCI Europe Tour 2008 categoria 1.2, si svolse il 16 marzo 2008 su un percorso totale di circa 168,9 km. Fu vinto dal francese Jean-Luc Delpech che terminò la gara in 4h10'26", alla media di 40,46 km/h.
All'arrivo 68 ciclisti portarono a termine il percorso.

## Ordine d'arrivo (Top 10)
| Pos. | Corridore           | Squadra        | Tempo    |
| ---- | ------------------- | -------------- | -------- |
| 1    | Jean-Luc Delpech    | Bretagne       | 4h10'26" |
| 2    | Aleksandr Mironov   | Rietumu        | a 19"    |
| 3    | Jakob Fuglsang      | Designa Køk.   | s.t.     |
| 4    | Benoît Poilvet      | Bretagne       | s.t.     |
| 5    | Jérémie Galland     | Auber 93       | s.t.     |
| 6    | Daniil Komkov       | Katyusha Cont. | a 25"    |
| 7    | Jérémie Dérangère   | SCO Dijon      | a 50"    |
| 8    | Sébastien Duret     | Bretagne       | a 53"    |
| 9    | Aleksejs Saramotins | Rietumu        | a 54"    |
| 10   | Stéphane Bonsergent | Bretagne       | s.t.     |